# Sistema di identificazione delle parcelle agricole
Il sistema di identificazione delle parcelle agricole (SIPA, in lingua inglese Land-parcel identification system, LPIS) è un sistema per identificare l'utilizzo del suolo per un determinato paese. Esso utilizza ortofoto, aerofotogrammetria  e immagini satellitari ad alta precisione che vengono utilizzate per estrarre quante più informazioni spaziali possibili. Un numero unico è dato a ogni particella catastale per fornire una identificazione univoca nello spazio e nel tempo. Questa informazione è poi aggiornata regolarmente per monitorare l'evoluzione della copertura del suolo e la gestione delle colture.
Il regolamento europeo (CE) 1593/2000, che ha modificato il precedente regolamento (CE) 3508/92, ha introdotto tale sistema.